# Кудрин, Александр Николаевич (фармаколог)
Александр Николаевич Кудрин (23 апреля 1918 — 1999) — советский фармаколог, профессор 1-го Медицинского института им. И. М. Сеченова (1959—1999). Доктор медицинских наук (1956).

## Биография
Родился в деревне Горево Вятской губернии в крестьянской семье. Учился в 1-м Московском медицинском институте на лечебном факультете (окончил в 1941 году). В годы Великой Отечественной войны работал начальником хирургического, а потом терапевтического отделения эвакогоспиталя.
После войны поступил в аспирантуру в родном институте. Его учителями были видные фармакологи – профессора В.В. Николаев и М.П. Николаев. В 1948 году окончил аспирантуру и защитил кандидатскую диссертацию, а в 1956 году — докторскую («К вопросу о механизмах охранительного торможения, вызванного снотворными и наркотическими веществами»). После этого возглавил кафедру фармакологии в Челябинском медицинском институте. В 1950—1959 году преподавал в Рязанском медицинском институте, где руководил кафедрой фармакологии.
В 1959 году назначен профессором аналогичной кафедры фармацевтического факультета 1-го Московского медицинского института, а через два года возглавил эту кафедру, которой руководил до 1999 года.
Автор более трёхсот научных работ, справочников и монографий по фармакологии, а также двух учебников, выпущенных в 1977 («Фармакология с основами патофизиологии») и 1991 годах («Фармакология»), в которых впервые были рассмотрены вопросы патофизиологии и хронофармакологии.
Областью научных интересов Кудрина было исследование эффективности дыхательных аналептиков, изучение способов лечения раневых инфекций с учетом клинической картины, создание метода одновременной графической регистрации дыхательных движений и объёма лёгочной вентиляции. Под его руководством подготовлено и защищено 32 кандидатские и 7 докторских диссертаций.
В 1979 г. ему было присвоено звание заслуженного деятеля науки РСФСР. Александр Николаевич Кудрин был избран действительным членом Российской Академии естественных наук и действительным членом Международной академии наук.

## Публикации
- Применение математики в экспериментальной и клинической медицине [Текст] / А. Н. Кудрин, Г. Т. Пономарева. - Москва : Медицина, 1967. - 356 с.
- Лекарства и их применение [Текст] / А. Н. Кудрин, д-р мед. наук, проф., А. И. Тенцова, канд. фармацевт. наук, И. С. Ажгихин, д-р фармацевт. наук. - Москва : Знание, 1969. - 77 с. : ил.; 22 см.
- Аминокетоны [Текст] : (Эксперим. и клинич. изучение) / А. Н. Кудрин, В. Г. Воробьев. - Москва : Медицина, 1970. - 327 с.
- Практикум по фармакологии [Текст] : [Для фармацевт. вузов] / А. Н. Кудрин, Я. И. Зайдлер, С. И. Золотухин. - 2-е изд., перераб. и доп. - Москва : Медицина, 1970. - 272 с. : ил.; 21 см.
- Лекарства не только лечат... [Текст] : (Отрицат. виды взаимодействия лекарств. средств с организмом) / А. Н. Кудрин, д-р мед. наук. - Москва : Знание, 1971. - 32 с. : схем.
- Краткий справочник по рецептуре (фармакотерапия) [Текст] / А. Н. Кудрин, Е. Е. Беленький, Е. Н. Князев, Л. М. Смирнова. - Москва : Медицина, 1971. - 303 с.; 21 см.
- Фармакогенетика и лекарства [Текст] / А. Н. Кудрин, Н. П. Скакун. - Москва : Знание, 1975. - 63 с.; 20 см. - (Новое в жизни, науке, технике. Серия "Медицина" 4/1975).
- Краткий справочник по фармакотерапии [Текст] / [А. Н. Кудрин, Е. Е. Беленький, Е. Н. Князев, Л. М. Смирнова]. - 2-е изд., перераб. и доп. - Ташкент : Медицина, 1976. - 412 с.; 22 см.
- Фармакология с основами патофизиологии [Текст] : [Учебник для фармац. ин-тов и фармац. фак. мед. ин-тов] / А.Н. Кудрин. - Москва : Медицина, 1977. - 550 с. : ил.
- Рациональное применение лекарств [Текст] / А.Н. Кудрин, д-р мед. наук, В.Д. Пономарев, д-р фармац. наук, В.А. Макаров, канд. фармац. наук. - Москва : Знание, 1977. - 64 с.; 20 см. - (Новое в жизни, науке, технике. Серия "Медицина". № 6).
- Несовместимость лекарственных веществ [Текст] / И.А. Муравьев, В.Д. Козьмин, А.Н. Кудрин. - Москва : Медицина, 1978. - 240 с. : ил.; 20 см.
- Краткий справочник по фармакотерапии = Справочник по фармакотерапии [Текст] / [Кудрин А.Н., Беленький Е.Е., Князев Е.Н., Смирнова Л.М.]. - 3-е изд., стер. - Ташкент : Медицина, 1978. - 412 с.; 22 см.
- Плод, новорожденный и лекарства / А. Н. Кудрин, Н. П. Скакун. - Москва : Знание, 1982. - 64 с. : схем.; 20 см. - (Новое в жизни, науке, технике).
- Фармакотерапия препаратами селена экспериментального гепатита / А. Н. Кудрин, Б. И. Левшин, М. А. Мехтиев. - Баку : Элм, 1982. - 222 с. : ил., 1 л. табл.; 22 см.; ISBN В пер. (В пер.)
- Сердечные гликозиды в комплексной фармакотерапии недостаточности сердца / В. В. Гацура, А. Н. Кудрин. - Москва : Медицина, 1983. - 224 с. : ил.; 21 см.
- Лекарственная аллергия / А. Н. Кудрин, Ю. П. Бородин. - Москва : Знание, 1985. - 63, [1] с.; 20 см. - (Новое в жизни, науке, технике : Серия Медицина; № 7/1985).
- Алкоголь и лекарство / А. Н. Кудрин, Н. П. Скакун, Я. М. Несторович. - Москва : Знание, 1987. - 63, [1] с.; 22 см. - (Новое в жизни, науке, технике : Серия Медицина; 1/1987).
- Руководство к лабораторным занятиям по фармакологии : [Учеб. пособие для фармац. ин-тов и фармац. фак. мед. ин-тов] / А. Н. Кудрин, В. В. Ряженов. - Москва : Медицина, 1989. - 287,[1] с. : ил.; 20 см. - (Учеб. лит. Для студентов фармац. ин-тов).; ISBN 5-225-01522-0
- Злейший враг : (О последствиях токсикоманий и наркоманий) / А. Н. Кудрин, Н. П. Скакун. - Москва : Знание, 1990. - 62,[2] с.; 20 см. - (Новое в жизни, науке, технике. Медицина; 5/1990).; ISBN 5-07-001342-4
- Фармакология : [Учебник] / А. Н. Кудрин. – Москва : Медицина, 1991. – 495,[1] с. : ил.; 22 см. – (Учеб. лит. Для студентов мед. ин-тов. Фармац. фак.).
- Зрительные рефлексы в фармакологии : Анализ механизмов действия лекарств. средств и пищевых добавок на мозг человека / В. В. Ананин, А. Н. Кудрин. - Москва : Россельхозакадемия : Биомединформ, 1997. - 204 с. : ил.; 20 см.; ISBN 5-85941-100-6